# Aconodes truncata
Aconodes truncata là một loài bọ cánh cứng trong họ Cerambycidae.